# Henri Soubricas
Henri Augustin Soubricas, né Henri Augustin Windels le 19 décembre 1886 à Lille et mort dans la même ville le 3 novembre 1942, est un sculpteur français. 

## Biographie
Formé à l'école des beaux-arts de Lille, Henri Soubricas est ensuite l'élève d'Alfred Boucher et de Jean-Antoine Injalbert à Paris. Au titre de l'année scolaire 1907-1908, la ville de Lille lui octroie un subside.
Pendant la Première Guerre mondiale, il participe à la confection des journaux clandestins édités par Joseph Willot, Firmin Dubar et l'abbé Pinte, pour lesquels il dessine notamment des caricatures, les Silhouettes de Boches. Arrêté en décembre 1916, il est condamné à 3 mois de prison par le conseil de guerre de Roubaix.
Après guerre, il réalise de nombreux monuments commémoratifs dans le nord de la France. Il a également réalisé des bustes et des médailles et, à la fin de sa vie, des décorations religieuses.

## Œuvres
- Le Poilu à la grenade du monument aux morts de Lambersart, 1921[8]
- Poilu gisant du monument au soldat inconnu du cimetière de Canteleu à Lambersart, 1927
- Monument aux morts à La Gorgue, 1928 (disparu)[9]
- Emile Ferré directeur de l'Echo du Nord, Palais des beaux-arts de Lille, 1929
- La mère, l’épouse et le fils, monument aux morts de Haisnes, 1934[10]
- Monuments aux morts d'Haubourdin, Halluin, Merville, Estaires.
- Buste de Monseigneur Charost, cathédrale Notre-Dame-de-la-Treille, 1934

## Distinctions
- Médaille de bronze du salon des Artistes Français en 1927.
- Chevalier de la Légion d'honneur en 1937[2].